# Krystyna Zielińska-Melkowska

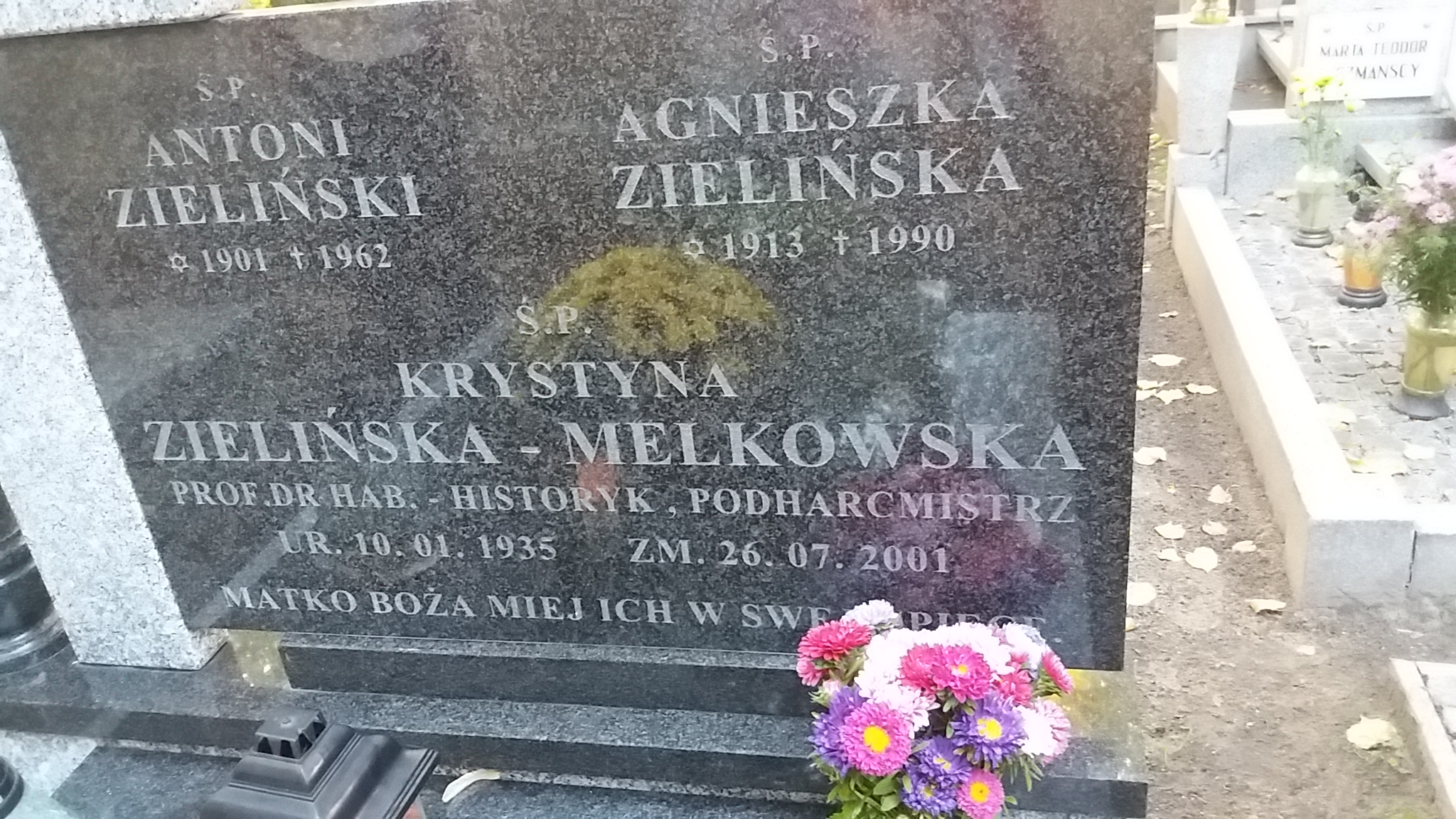
Miejsce spoczynku Krystyny Zielińskiej-Melkowskiej

Krystyna Zielińska-Melkowska (ur. 10 stycznia 1935 w Toruniu, zm. 26 lipca 2001 tamże) – polski historyk, podharcmistrz.
W 1956 ukończyła historię i archiwistykę na Wydziale Humanistycznym Uniwersytetu Mikołaja Kopernika w Toruniu, otrzymała tytuł magistra historii, oraz rozpoczęła pracę naukową. Otrzymała stanowisko asystenta w Katedrze Archiwistyki i Nauk Pomocniczych Historii UMK. W 1964 obroniła pracę doktorską „Zjednoczenie Pomorza Gdańskiego z Wielkopolską w drugiej połowie XIII wieku” i uzyskała stopień doktora nauk humanistycznych.
Pracowała jako adiunkt w Zakładzie Nauk Pomocniczych Historii i Archiwistyki UMK, następnie od 1997 roku kontynuowała pracę w Zakładzie Historii Sztuki i Kultury Wydziału Nauk Historycznych UMK. Wydała cykl publikacji „Przywilej Chełmiński i jego rola w średniowiecznych lokacjach miejskich na ziemi chełmińskiej, lubawskiej i michałowskiej”. Cykl ten zwieńczyło kolokwium, w wyniku którego rada Wydziału Humanistycznego UMK nadała stopień doktora habilitowanego nauk humanistycznych. W 2001 na wniosek Rady Wydziału Nauk Historycznych UMK została powołana na stanowisko profesora nadzwyczajnego.
Była członkiem Związku Harcerstwa Polskiego, Polskiego Towarzystwa Historycznego, Towarzystwa Naukowego w Toruniu i Towarzystwa Miłośników Torunia. Działała w Klubie Inteligencji Katolickiej. W 1987 została odznaczona Krzyżem Kawalerskim Orderu Odrodzenia Polski. Zmarła 26 lipca 2001 w Toruniu. Została pochowana na cmentarzu katolickim przy ul. Wybickiego w Toruniu.

## Wybrane publikacje
- Zjednoczenie Pomorza Gdańskiego z Wielkopolską pod koniec XIII w.: umowa kępińska 1282 (Toruń 1968)
- Przywilej Mszczuja II z 1277 dla kasztelana puckiego Czcibora (Toruń 1969)
- Jubileusz 65-lecia urodzin profesora Leonida Żytkowicza (1976)
- Działo się i dan w Kepnie 1282 (Gdańsk 1980)
- Pierwotny i odnowiony przywilej chełmiński (1233 i 1251) (Toruń 1984)
- Przywilej chełmiński 1233 i 1251 (Toruń 1986)
- Lokacja Grudziądza w roku 1291: studium historyczno-archiwalne (Toruń 1991)
- Bitwa nad Rządzkim Jeziorem na tle wczesnych dziejów Grudziądz (Grudziądz 1994)
- Średniowieczne miejsca pielgrzymkowe w ziemiach chełmińskiej, lubawskiej i michałowskiej (Warszawa 1995)
- Zagadnienie proweniencji elit mieszczańskich w ziemiach: chełmińskiej, lubawskiej i michałowskiej w XIII i XIV wieku (Toruń 1996)
- Keselingowie (Kislingowie) – najstarsza spośród znanych rodzin toruńskich (Toruń 1996)
- Europa Środkowa i Wschodnia w polityce Piastów (Toruń 1997)
- Stosunki polsko-pruskie w X – XIII wieku (Toruń 1997)
- Bibliografia prac profesora Kazimierza Jasińskiego za lata 1991–1997 (1998)
- Bibliografia prac Leonida Żytkowicza za lata 1933–1995 (Toruń 2000)
- Geneza przywileju chełmińskiego z 1233 i 1251 oraz jego znaczenie dla rozwoju osadnictwa na terenach Polski Północnej w XIII i XIV w. (Grudziądz 2000)
- Opat byszewsko-koronowski Engelbert i jego żywot Św. Jadwigi Śląskiej (Kraków 2001)
- Geneza przywileju chełmińskiego z 1233 i 1251 oraz jego znaczenie dla rozwoju osadnictwa na terenach Polski północnej w XIII i XIV w. (2001)
- Z dziejów kultu maryjnego w średniowiecznym Toruniu (Poznań 2001)
- Malarstwo weneckie 1500–1750: materiały sesji naukowej w Toruniu 26–27 X 1999 (Toruń 2001)
- Grudziądz miastem Chrystiana: materiały posesyjne z II Sympozjum „Grudziądz miastem Chrystiana” 4.12.1998 (Grudziądz 2002)